# Fabrice Papillon
Fabrice Papillon, né à Lyon le 13 avril 1973, est un journaliste, producteur et écrivain français.

## Biographie
Né à Lyon (Croix-Rousse) le 13 avril 1973, Fabrice Papillon poursuit des études littéraires (hypokhâgne, khâgne, licence d’histoire) avant d’intégrer en 1994 l’École supérieure de journalisme de Lille. En 1996, il commence sa carrière à Europe 1, où il est recruté parmi les lauréats de la bourse Lauga-Delmas.

### Journaliste scientifique
Il occupe diverses fonctions au sein de la rédaction d'Europe 1 : reporter, chroniqueur, présentateur de journaux,. Il rencontre le généticien et intellectuel Axel Kahn, au moment de la révélation de l’existence de la brebis clonée Dolly. Il se spécialise dans les questions de génétique et de bioéthique et devient journaliste scientifique.
En 1998, les deux hommes publient leur premier ouvrage commun, Copies conformes, le clonage en question (Nil éditions). Le livre précise, pour la première fois, les risques techniques et surtout éthiques du clonage reproductif. L'ouvrage connaît un fort retentissement et contribue au débat sur les perspectives du clonage humain.

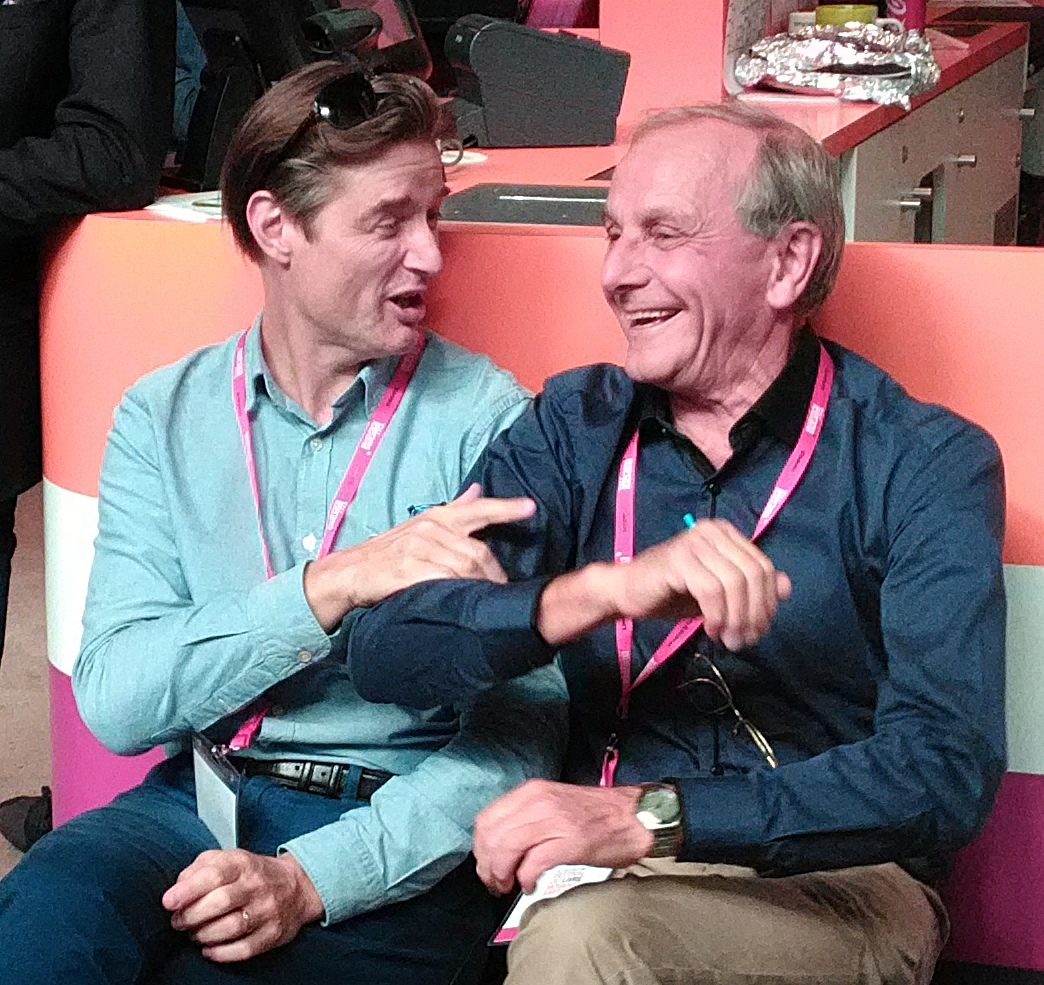
Fabrice Papillon et Axel Kahn, au salon du livre de Mouans-Sartoux (octobre 2017).

En 2001, parallèlement à sa carrière à Europe 1, il participe avec Yves Calvi à l'émission quotidienne « C dans l'air » sur France 5 ; il y réalise des reportages scientifiques.

### Producteur
En 2005, il démissionne d’Europe 1 et quitte l’équipe de « C dans l’air ».
Avec sa femme, Valérie Rossellini Papillon, alors secrétaire générale du Centre de recherches politiques de Sciences Po, il crée la société de production Scientifilms, dans le but « de rendre la science accessible, quelle que soit la complexité du sujet abordé. » Il produit de nombreux films, notamment pour Arte et France Télévisions. Ses films décryptent des avancées scientifiques majeures ou abordent des énigmes.
Le mystère de la matière noire (Cécile Denjean, Arte, 57 minutes, 2012, Prix du meilleur film au Festival international d'Athènes en 2013) explique que nous ignorons de quoi est constitué 95 % de l'Univers. Je me souviens, donc je me trompe (Raphaël Hitier, Arte, 52 minutes, 2016) dévoile comment notre cerveau manipule nos souvenirs. Le ventre, notre deuxième cerveau (Cécile Denjean, Arte, 52 minutes, 2014), explique que notre intestin recèle l'équivalent du cerveau d'un chat et régit en partie nos comportements. Ce film remporte neuf prix internationaux, dont le grand Prix du Festival Pariscience, et bat un record d'audience en replay.
Il produit des films en lien avec ses romans : Le mystère de l'homme Denisova, (coécrit avec Émilie Martin), pour Science Grand format sur France 5 (2022) ; ou bien Yéti, y-es tu ? (coécrit avec Christophe Kilian) pour la case science d'ARTE (2014). Les enquêtes et les révélations pour ces deux films ont nourri son polar Régression.
C'est aussi le cas avec OVNIs : une affaire d'États, (Planète A&E, en coproduction avec la NHK, 2020, réalisé par Dominique Filhol). Son contenu a alimenté son troisième roman ALIENés ; ou encore Les pouvoirs du cerveau : déchiffrer la conscience (de Cécile Denjean, pour la case science d'ARTE, 2015) qui a inspiré La Conjuration de Dante.

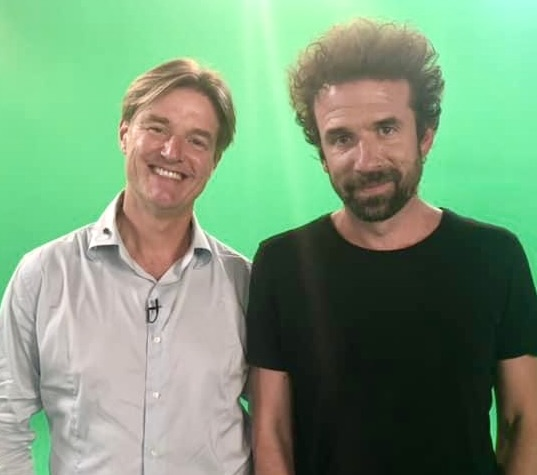
Fabrice Papillon et Cyril Dion, en marge d'un débat organisé sur ARTE.TV en novembre 2022.

Fabrice Papillon associe ses deux passions pour la science et pour l'histoire dans de grandes productions de prime time : Les Étrusques, une civilisation mystérieuse de Méditerranée, (réalisé par Alexis de Favitski, dans l'Aventure humaine d'ARTE, coproduction avec l'INRAP, 2022).
Fabrice Papillon produit la série documentaire Un monde nouveau, co-écrite et incarnée par le militant écologiste Cyril Dion ; elle est diffusée en novembre 2022, à l'occasion des trente ans de la chaîne ARTE et de la COP27. Avec l'aide du réalisateur Thierry Robert et de l'autrice Valérie Rossellini, Cyril Dion y expose son plan en trois étapes pour construire un nouveau modèle de société,.
En 2018, le groupe Galaxie acquiert 100 % du capital de Scientifilms, afin de permettre au groupe « un développement des activités vers des contenus haut de gamme et des films de catalogue ».

### Romancier
Marqué par l’œuvre de Dan Brown, Fabrice Papillon se lance dans la fiction ; il mêle dans ses intrigues la grande histoire, l'ésotérisme, la science et la philosophie. Il occupera une place singulière dans le roman policier hexagonal.
En 2017, son premier roman, Le Dernier Hyver (éditions Belfond), est salué par la critique, et obtient le prix du meilleur polar des lecteurs des  Editions Points. Son polar rend hommage à des femmes illustres comme Hypatie d'Alexandrie, Émilie du Châtelet ou Rosalind Franklin, dont l'œuvre occulte, au fil des siècles, aurait fait basculer le destin de l'humanité. Le journaliste littéraire Nicolas Carreau écrit : « ce roman qu'on ne lâche pas » se situe « entre Le nom de la rose et le Da Vinci Code ».
En 2019, Fabrice Papillon publie son deuxième thriller scientifico-historique, Régression. Situé dans le temps (de la préhistoire au XXe siècle) et dans l'espace (de la Corse à la Sibérie), il fait découvrir l'un des secrets les plus mystérieux de l'humanité. Homo Sapiens se retrouve face à ses crimes et affronte ses ancêtres qui reviennent le hanter, sur fond d'effondrement climatique. La génétique, l'épigénétique et la paléoanthropologie se mêlent à des épisodes historiques ; on croise Homère, Socrate, Jésus, Michel-Ange, Rabelais, Nietzsche ou Himmler.
Paris-Normandie parle d'un roman « vertigineux » : « 480 pages sans temps mort et ciselées à la perfection servent un thriller érudit et addictif. À lire de toute urgence avant que la nuit des temps ne nous engloutisse, tous. Sans aucune pitié ».
En 2021, l'auteur publie son troisième roman, Alienés (éditions Plon). Deux enquêtes évoluent en parallèle, l'une à bord de la Station spatiale internationale, où flotte le cadavre éviscéré d'un astronaute ; l'autre, à Lyon, à la suite d'un crime similaire commis dans les mystérieuses « arêtes de poisson ». Sur fond de pseudo-présence extraterrestre, s'engage une course contre la montre pour empêcher l'humanité de devenir entièrement aliénée aux véritables « maîtres du monde », les GAFAM et les NATU. Le critique littéraire Thierry Meissirel salue « un savant équilibre entre récit scientifique et enquête policière, entre histoire immémoriale et technologies de pointe, entre rigueur jésuitique et humour transgressif ».
En 2024, il publie La Conjuration de Dante (éditions du Seuil). Le premier chapitre est considéré par Damien Mascret de France 2 comme « l'une des meilleures scènes d'action de best-seller ». Il commence par le vol du cerveau momifié de Marie Curie au Panthéon. S'ensuit une succession de crimes, dont les victimes sont systématiquement amputées d'une partie de leur cerveau, dans lequel les enquêteurs retrouvent de fines lamelles métalliques gravées de citations de l'Enfer de Dante.
Pour Gillette Aho, « Fabrice Papillon, journaliste scientifique surdoué, présente ici un subtil mélange de la Divine comédie et du Da Vinci Code (...) en faisant se côtoyer des personnages contemporains bien vivants avec des morts historiques célèbres ». À côté d'Einstein ou de Descartes, interviennent des scientifiques, Étienne Klein ou Philippe Charlier dans leur propre rôle.

## Enseignement
Entre 1999 et 2004, Fabrice Papillon est maître de conférences à Sciences po. Il crée le premier enseignement de journalisme dans cette école, et se voit confier par son directeur, Richard Descoings, la rédaction d’un rapport qui aboutira à la création de l’école de journalisme de Sciences po.
Depuis 2003, il enseigne les techniques de vulgarisation et de prise de parole devant les médias à de nombreux chercheurs, ingénieurs ou médecins, dans le cadre de formations « media training » organisées par de grandes institutions scientifiques comme l’INSERM, le CNRS ou l’Ifremer.

## Distinctions
- Prix du meilleur pitch de coproduction internationale au MIPDoc (Cannes, 2015)[37]
- Prix du meilleur polar des lecteurs de Points 2018 pour Le dernier Hyver[28]
- Prix Méditerranée polar 2020 pour Régression[38]

## Sélections
- Finaliste du prix de la Ligue de l'imaginaire 2024 pour La conjuration de Dante[39]
- Sélectionné pour le prix du Jury "Sang d'Encre" / ville de Vienne 2024 pour La conjuration de Dante[40]

### Essais
- Copies conformes, le clonage en question, avec Axel Kahn, Nil Editions, 1998, 291 pages. (Press Pocket, 1999)
- La Planète obèse, avec Philippe Froguel et Patrick Sérog, Nil Editions, 2001, 275 pages.
- L’avenir n’est pas écrit, avec Albert Jacquard et Axel Kahn, Bayard éditions, 2001, 254 pages. (Press Pocket, 2003)
- Le Secret de la salamandre, la médecine en quête d’immortalité, avec Axel Kahn, Nil Editions, 2005, 390 pages. (Press Pocket, 2007)
- Erreurs médicales avec Patrick de la Grange, Nil éditions, 2008, 279 pages
- Et l’homme créa la vie…, avec Joël de Rosnay, LLL éditions, 2010 (Babel, 2012)
- Le Ventre, notre deuxième cerveau, avec Héloïse Rambert, Tallandier / Arte Edition, 2014, 250 pages

### Romans
- Le Dernier Hyver, Belfond, 2017, 620 pages. Version poche, éditions Points, 2019, 639 pages
- Régression, Belfond, 2019, 454 pages. Version poche, éditions Points, 2020
- Alienés, Plon, 2021, 512 pages. Version poche, éditions Points, 2024
- La Conjuration de Dante, Seuil Cadre noir, 2024, 502 pages. Version poche, éditions Points, 2025

### Nouvelles
- Huis clos, dans La nouvelle du lendemain, anthologie numérique organisée pendant le confinement par la Ligue de l’Imaginaire, le festival Lisle noir et Cultura, 04/2020[41].
- Anaïs, dans Regarder le noir, anthologie sous la direction d'Yvan Fauth. Paris : Belfond, 06/2020, p. 165-184.  (ISBN 978-2-7144-9345-3)
- Destination Proxima B, dans Des mots par la fenêtre. Paris : éditions Pocket, 07/2020.  (ISBN 9782266313551)

## Filmographie
- 2001 : À quoi sert ton Nobel ? avec Jérôme Bellay
- 2005 : Arthrose, mal du siècle
- 2006 : Des coraux pour décrypter le climat avec Pierre Grillot
- 2006 : Paris 2011, la grande inondation de Bruno-Victor Pujebet
- 2011 : Michel-Edouard Leclerc de Pascal Moret
- 2014 : Yéti, y-es tu ? de Christophe Kilian
- 2015 : Ebola, la course contre la mort avec Valérie Rossellini-Papillon
- 2017 : Bébés sur mesure de Thierry Robert
- 2017 : Demain, tous myopes ? de Christophe Kilian
- 2020 : Dormir à tout prix de Thierry Robert
- 2022 : Le mystère de l'homme de Denisova de Guy Beauché